# Toszek (gmina)
Toszek est une gmina mixte du powiat de Gliwice, Silésie, dans le sud de Pologne. Son siège est la ville de Toszek, qui se situe environ 22 km au nord-ouest de Gliwice et 41 km au nord-ouest de la capitale régionale Katowice.
La gmina couvre une superficie de 98,53 km2 pour une population de 10 204 habitants.

## Géographie
Outre la ville de Toszek, la gmina inclut les villages de Bliziec, Boguszyce, Brzezina, Ciochowice, Grabina, Grabów, Kopanina, Kotliszowice, Kotulin, Kotulin Mały, Łączki, Las, Laura, Ligota Toszecka, Nakło, Paczyna, Paczynka, Pawłowice, Pisarzowice, Płużniczka, Pniów, Proboszczowice, Sarnów, Skały, Srocza Góra, Szklarnia, Wilkowiczki, Wrzosy et Zalesie.
La gmina borde la ville de Pyskowice et les gminy de Bierawa, Rudziniec, Strzelce Opolskie, Ujazd, Wielowieś et Zbrosławice.